# Choiromyces
Choiromyces Vittad., Monographia Tuberacearum: 50 (1831).
Choiromyces è un genere di funghi ascomiceti ipogei appartenente alla famiglia Tuberaceae.
Si tratta di funghi tuberosi irregolari, con peridio rugoso e biancastro e la carne (gleba) anch'essa biancastra, con cavità sinuose.
Le specie di questo genere sono commestibili, ma di scarso o nullo valore organolettico e commerciale.

## Specie diChoiromyces
- Choiromyces aboriginum Trappe (1979)
- Choiromyces alveolatus (Harkn.) Trappe (1975)
- Choiromyces castaneus Quél.
- Choiromyces compactus Gilkey (1939)
- Choiromyces concolor (Wallr.) Tul.
- Choiromyces cookei Gilkey (1954)
- Choiromyces ellipsosporus Gilkey (1925)
- Choiromyces gangliformis Vittad. (1831)
- Choiromyces ganglioides Zobel (1854)
- Choiromyces gibbosus (Dicks.) J. Schrö
- Choiromyces magnusii (Mattir.) Paol.
- Choiromyces meandriformis Vittad. (1831)
- Choiromyces setchellii Gilkey (1939)
- Choiromyces terfezioides Mattir. (1887)
- Choiromyces tetrasporus Velen. (1939)
- Choiromyces venosus (Fr.) Th. Fr.
- Choiromyces viridis Tul. & Berk.

## Sinonimi
- Tartufa (S. F. Gray) O. Kuntze, Rev. Gen. 3(3): 536. 1891.